# بوتو عظيم
البوتو العظيم (الاسم العلمي: Nyctibius grandis)، هو نوع من الطيور يتبع فصيلة بوتو ضمن رتبة السبديات. وهو أكبر الأنواع في هذه الفصيلة. تتواجد في أمريكا الوسطى. على غرار البوميات فإنها طيور ليليّة لكنها تتغذى على الحشرات والخفافيش.